# Chie Edoojon Kawakami
Chie Edoojon Kawakami (jap. 川上 エドオジョン 智慧, Kawakami Edoojon Chie; * 21. April 1998 in der Präfektur Saitama) ist ein japanischer Fußballspieler.

## Karriere
Chie Edoojon Kawakami erlernte das Fußballspielen in den Jugendmannschaften der Nishiageo Kickers und der Urawa Red Diamonds. Seinen ersten Vertrag unterschrieb er 2017 bei Tokushima Vortis. Der Verein aus Tokushima, einer Großstadt in der gleichnamigen Präfektur Tokushima auf der Insel Shikoku, spielte in der zweithöchsten Liga des Landes, der J2 League. Die Saison 2018 wurde er an den Drittligisten Kataller Toyama ausgeliehen. Mit dem Klub aus Toyama absolvierte er 24 Spiele in der J3 League. Direkt im Anschluss wurde er die Saison 2019 an den ebenfalls in der dritten Liga spielenden SC Sagamihara nach Sagamihara ausgeliehen. Hier bestritt er 21 Drittligaspiele. 2020 kehrte er nach der Ausleihe zu Vortis zurück. Mit Vortis feierte er 2020 die Zweitligameisterschaft und den Aufstieg in die erste Liga. Nach insgesamt 18 Ligaspielen für Vortis wechselte er im Januar 2023 zum Zweitligisten Thespakusatsu Gunma. Hier stand er zwei Spielzeiten unter Vertrag. Für den Verein bestritt er 59 Ligaspiele. Am Ende der Saison 2024 musste er mit dem Verein als Tabellenletzter den Weg in die Drittklassigkeit antreten. Nach dem Abstieg verließ er den Verein und schloss sich im Januar 2025 dem  Zweitligisten Fujieda MYFC an.

## Erfolge
Tokushima Vortis
- Japanischer Zweitligameister: 2020  ▲